# Daniel Ayala Pérez

Felipe de Jesús Daniel Ayala Pérez (1906, Abalá, Yucatán - 1975, Veracruz, Veracruz) fue un violinista, director y compositor mexicano.

## Estudios y formación
Personaje que desde pequeño tuvo inclinaciones hacia la música, inició sus estudios musicales en su pueblo natal a la edad de diez años, después de vencer la oposición de su padre, bajo la dirección de Alfonso Aguilar Reyes, músico rural y Juez del registro civil. Continuó sus estudios en la escuela de música en la ciudad de Mérida, donde obtuvo un certificado de excelencia, al mismo tiempo que trabajaba como vendedor ambulante, repartidor de leche y limpiador de zapatos para sostener sus estudios.
En 1927 ingresó al Conservatorio Nacional, donde fue discípulo de Carlos Chávez, Silvestre Revueltas, José Rocabruna, Manuel M. Ponce, Luis G. Saloma, Gerónimo Baqueiro Foster, Vicente T. Mendoza, Francisco Contreras, Pedro Micheca, Manuel Tello, Candelario Huizar, ing. Daniel Castañeda, Julián Carrillo, José Pomar y el doctor Jesús C. Romero.
Estudió violín con Revueltas y composición con Carlos Chávez, Manuel M. Ponce, Vicente T. Mendoza, Candelario Huízar y Julián Carrillo en el Conservatorio Nacional de Música, de la Ciudad de México de 1927 a 1932. En 1934 formó, junto con los colgeas compositores Salvador Contreras, Blas Galindo y José Pablo Moncayo, el Grupo de los Cuatro.

## Desempeño profesional
Desde 1931 fue segundo violinista en la Orquesta Sinfónica de México bajo la dirección de Carlos Chávez, y dirigió un coro en Morelia por dos años, pero en 1940 retornó a Yucatán como director de la Banda de Policía en Mérida. En 1942 fundó la Orquesta Típica Yukalpetén, la cual interpretaba obras de compositores yucatecos. En 1944 fue director de la Orquesta Sinfónica de Mérida y director del Conservatorio de Yucatán. En 1955 se trasladó a Veracruz, donde trabajó para el Instituto de Bellas Artes.
Poco tiempo después de salir del Conservatorio, ingresó al equipo de compositores de la Sección de Música del Departamento de Bellas Artes de la Secretaría de Educación. En 1931 ingresó como Violinista a la Orquesta Sinfónica de México. En 1935 pasó a formar parte del famoso grupo "Los Cuatro", junto con Salvador Contreras, Blas Galindo y José Pablo Moncayo. En ese mismo año, Carlos Chávez se encargó de estrenar su obra "Tribu" en la Ciudad de México. En 1936 Silvestre Revueltas hizo lo propio con su poema sinfónico "Paisaje", mientras que este tocaba para mantenerse en los más disímiles lugares, entre ellos el Salón México. Poco después fue comisionado por Bellas Artes como Director de Cultura Estética, en la ciudad de Morelia, Michoacán, y de ahí pasó a Yucatán como Director del Conservatorio de Mérida. En su estado natal, fue nombrado posteriormente Director de la Banda de Música y fundó la Orquesta Típica Yukalpetén en abril de 1942, que se presentó ante el público de la Ciudad de México, bajo su dirección, en 1943, 1952 y 1954. En 1944, al reorganizarse en Mérida la educación musical, la dirección de Bellas Artes se establecía dependiente de la Sección de Música, y se puso a Daniel Ayala, al frente de la Sinfónica de Yucatán, conocido ya como un joven de múltiples timbres artísticos.
En 1947 la Universidad Autónoma de México lo envió a Washington para el estreno de su obra "El Hombre Maya", que ejecutó la Orquesta Sinfónica de aquella ciudad, bajo la dirección de José F. Vázquez, ante un público de diez mil oyentes en el escenario flotante "Water Gate" a las orillas del río Potomac. En ese mismo año, viajó a América Central como director huésped de la Sinfónica de San Salvador. En aquel país ofreció un recital de canciones mexicanas indígenas cantadas por su esposa, la soprano Margarita Lagos Beltrán (de Ayala), y dictó una conferencia titulada "La música maya aborigen". En abril de 1955 el instituto Nacional de Bellas Artes lo comisionó a la ciudad de Veracruz donde fundó el Instituto Veracruzano de Bellas Artes, (El IMBA, actualmente el EMBA).

## Composición y Dirección
Estrenó su ballet Uchben X´coholte (en un viejo cementerio). En 1944 al reorganizarse en Mérida la educación musical, la dirección de Bellas Artes, se establecía dependiente de la Sección de Música y se puso al frente de la Orquesta Sinfónica de Yucatán al compositor Daniel Ayala Pérez conocido ya como joven de múltiples timbres artísticos y reconocido dentro y fuera de Yucatán por su actuación como fundador de la Orquesta Típica de Yucalpetén. Inicia las actividades de la Orquesta Sinfónica en el teatro José Peón Contreras de la ciudad de Mérida, Yucatán, la noche del 15 de noviembre de ese año, alternando como directores: Daniel Ayala Pérez, Gravito y el director huésped José F. Vásquez.
Ayala tuvo sobre sí gran responsabilidad como director de dicha Orquesta Sinfónica, dados los antecedentes gloriosos que acerca del particular habían dejado los maestros vernáculos: Cuevas Pachón, Cetina Gutiérrez, y Sánchez Rejón y el violinista visitante Samuel Marti, que lucharon sin elementos y sin ayuda oficial.
En 1947 fue enviado por la Universidad Nacional Autónoma de México como compositor de "El Hombre Maya", a la ciudad de Washington D. C., capital Norteamericana donde se presentó dicha obra con la sinfónica local, por el maestro José F. Vásquez, Director huésped ante un público de diez mil oyentes en el escenario flotante "Water Gate" a las orillas del río Potomac. Además ese mismo año fue el fundador del Instituto Veracruzano de Bellas Artes. 
Entre sus principales obras están; "Radiograma" "Uchben X'coholte", "Cuatro Canciones", "Danza", "El Grillo", "Cinco piezas Infantiles", "U Kayil Chaac", " Tribu", "Brigada de Choque", "Paisaje", "Panoramas de México", "Sobre la vía", " Cúpulas", "Feria", "Época Precortesiana", "Suite Infantil", "Vidrios Rotos", "Los Yaquis", "El Hombre Maya", "La Gruta Diabólica". Muchas de estas obras fueron estrenadas por directores reconocidos como:
- "Uchben X´ Coholte" ejecutada por primera vez por la Orquesta del Conservatorio Nacional de Música, bajo la dirección de Silvestre Revueltas el 15 de octubre de 1938.

- "Cinco Piezas Infantiles" estrenadas en la Ciudad de México por el cuarteto "Revueltas", el 8 de noviembre de 1937, con motivo del 60 Aniversario del Conservatorio Nacional de Música.

- "U kayil Chaac" Tuvo su primera ejecución el 24 de julio de 1934 bajo la dirección de Luis Sandi, en el teatro Hidalgo, México.

- "Tribu" su primera ejecución fue el 18 de octubre de 1935, en el Palacio de Bellas Artes, México; con la sinfónica de México bajo la dirección de Carlos Chávez.

- "Panorama de México" fue estrenada en diciembre de 1940 por Jacques Singer, con la Orquesta Sinfónica de la ciudad de Dallas Texas, E.U.A.

- "El Hombre Maya" fue estrenada bajo la dirección del propio autor con la sinfónica de la universidad de México en el Anfiteatro Bolívar, el 21 de noviembre de 1940.

- "Sinfonía de las Américas (Op. 20)" fue estrenada bajo la dirección de Luis Ximénez Caballero por la Orquesta Sinfónica de Xalapa en el Palacio de Bellas Artes de la Ciudad de México, el 19 de agosto de 1955.

## Obra
Como compositor, el primer éxito importante de Ayala fue con el poema sinfónico, Uchben X'coholte (1933). Su trabajo más ambicioso es el ballet El Hombre Maya, pero el poema sinfónico Tribu (1934) es tal vez su trabajo más conocido, gracias a una grabación hecha en 1956 por la Orquesta Sinfónica Nacional de México bajo la batuta de Luis Herrera de la Fuente (Musart, serie de 3 LP, MCDC 3033, Viva México!).

### Ballets
- El hombre maya (1939)
- La gruta diabólica, para orquesta de cámara (1940)

### Orquesta
- Cinco piezas infantiles, para orquesta de cuerda (1933)
- Tribu, sym. poem, (1934)
  - En la llanura (On the Prairie)
  - La serpiente negra (The Black Serpent)
  - La danza del fuego (Fire Dance)
- Paisaje (Landscape), suite, (1935)
- Panoramas de México, suite (1936) 
  - Sonora
  - Veracruz
  - Yucatán
- Mi viaje a Norte América (My North-American Journey), suite (1947)
- Suite veracruzana (1957)
- Concertino para Piano y Orquesta (1974)

### Vocal
- Uchben X'coholte (En un viejo cementerio), para soprano y orquesta de cámara (1931)
- Cuatro canciones, para soprano y piano (1932)
- El grillo (palabras por Daniel Castañeda), para soprano, clarinete, violín, y piano (1933)
- U kayil chaac (Canción maya de lluvia), para soprano y orquesta de cámara, con percusiones indígenas (1934)
- Los pescadores Seris, para orquesta de cámara con percusiones indígenas (1938)
- Los danzantes Yaquis, para orquesta de cámara con percusiones indígenas (1938)
- Suite infantil, para soprano y orquesta de cámara (1938)

### Piano
- Radiogramma (1931)

### Música de Cámara
- Cuarteto de cuerdas (1933)
- Vidrios rotos, para oboe, clarinete, bajo, corno y piano (1938)